# Chicago house
Chicago house je nejstarší forma house music. Vlastně to ani není označení stylu, jako spíše termín zastřešující nahrávky house music vzniklé v Chicagu v první a druhé polovině 80. let. Mnohé z těchto nahrávek spadají spíše konkrétně do stylu Acid house. Termín house music byl vymyšlen v Severní Americe, Chicagu v nočním klubu s názvem The Warehouse. Proč se house music jmenuje zrovna "house" je nejasné. Mezi nejpopulárnější vysvětlení patří, že se jmenuje podle toho klubu. Druhá teorie tvrdí, že je to proto, že nahrávky vznikaly v domácích studiích hudebníku. Hudba začala v undergroundu.
Mezi umělce, kteří tento žánr zpopularizovali, byl například například americký post-disco DJ Frankie Knuckles.